# Pamela Stephenson
Pamela Helen Stephenson (ur. 4 grudnia 1949 w Takapuna w Auckland, Nowa Zelandia) – nowozelandzka aktorka, psycholog kliniczny i pisarka. Najbardziej znana jest z ze swoich kreacji aktorskich i komediowych, w które wcielała się w latach 80. Jest autorką kilku książek, w tym biografii jej męża Billy’ego Connolly i prowadzi oparty na psychologii talkshow „Shrink Rap” w brytyjskiej telewizji.

## Gra aktorska
Stephenson urodziła się w Takapuna, Auckland, Nowa Zelandia. Po ukończeniu Uniwersytetu Nowej Południowej Walii, a następnie Australia's National Institute of Dramatic Art, który ukończyła w 1971 roku, Stephenson realizowała udaną karierę aktorską w Australii przez kilka lat zanim przeniosła się do Londynu w 1976 roku, gdzie w dalszym ciągu występowała.
Prawdopodobnie najbardziej znaną z jej ról było występowanie w klasycznej brytyjskiej komedii lat 80. Not the Nine O’Clock News. Występowała tam obok Rowana Atkinsona, Mela Smitha i Griff Rhys Jonesa. Parodiowała między innymi Kate Bush (w utworze „Oh England My Leotard”), Janet Street-Porter, Esther Rantzen i Clare Grogan.

## Filmografia
- 1981 - Historia świata: Część I

## Książki
- Stephenson, Pamela (2002). Billy. Overlook Hardcover. ISBN 978-1-58567-308-7.
- Stephenson, Pamela (2003). Bravemouth: Living with Billy Connolly. Headline Book Publishing. ISBN 978-0-7553-1284-9.
- Stephenson, Pamela (2005). Treasure Islands: Sailing the South Seas in the Wake of Fanny and Robert Louis Stevenson. Headline Book Publishing. ISBN 978-0-7553-1285-6.
- Stephenson, Pamela (2005). Murder or Mutiny. Weidenfeld & Nicolson. ISBN 978-1-84188-270-3.